# Lapsarianismo
Lapsarianismo (do latim lapsus: 'queda'), na teologia calvinista, é uma doutrina  referente à ordem lógica  do decreto de Deus de  permitir a queda do homem, em relação ao decreto de  redimir os eleitos.  

## Vertentes do lapsarianismo
O lapsarianismo possui duas vertentes que divergem quanto à ordem lógica (não temporal) dos decretos eternos de Deus. Nenhuma dessas vertentes  acredita que os eleitos tenham sido designados depois que Adão pecou (já que os  decretos divinos seriam anteriores à criação do mundo) Nesse aspecto, os arminianos também concordam com os lapsarianos.
As vertentes do lapsarianismo são:
- Supralapsarianismo, segundo o qual os decretos de Deus da eleição e da reprovação precederam  logicamente o decreto da queda. Ou seja, o supralapsarismo  ordena os decretos divinos de tal maneira que   o decreto de Deus, em relação à predestinação dos homens à salvação ou à reprovação,  antecede seus decretos de criar os homens e de permitir sua queda. Assim, a sequência resultante seria:

1. Deus decretou salvar certos homens e reprovar outros
2. Deus decretou criar ambos
3. Deus decretou permitir a queda de ambos
4. Deus  decretou enviar um redentor para redimir apenas os eleitos

- Infralapsarianismo, posição na qual se afirma que os decretos de Deus da eleição e da reprovação logicamente sucederam o decreto da queda. De acordo com este esquema, Deus primeiro viu seu povo como caído e então determinou salvá-lo, escolhendo somente alguns para serem salvos. [3]Assim, a ordem lógica:

1. Deus decretou criar o homem
2. Deus decretou permitir a queda do homem
3. Deus decretou eleger alguns, dentre os homens caídos, para salvá-los
4. Deus decretou prover um redentor para os eleitos

Muitos  calvinistas (e muitos não-calvinistas ou arminianos) rejeitam as visões lapsarianistas porque percebem qualquer ordenação particular dos decretos como uma especulação desnecessária e presuntiva, argumentando ser impossível conhecer a mente de Deus sem evidências nas escrituras bíblicas.